# داوور دویموویچ
داوور دویموویچ (انگلیسی: Davor Dujmović؛ ۲۰ سپتامبر ۱۹۶۹ – ۳۱ مهٔ ۱۹۹۹) یک هنرپیشه اهل بوسنی و هرزگوین بود.
از فیلم‌ها یا برنامه‌های تلویزیونی که وی در آن نقش داشته است می‌توان به زیرزمین، وقتی بابا رفته بود مأموریت، دوران کولی‌ها اشاره کرد.